# Camil Gemael
Camil Gemael (Rio Negro, 13 de novembro de 1922 - 12 de agosto de 2015) foi um cientista brasileiro, pioneiro nos estudos da Geodesia no Brasil. Formado em Engenharia Civil pela Universidade Federal do Paraná, obteve seu doutorado em 1958 por notório saber (titulo obtido pela defesa da tese de catedrático). Posteriormente, tornou-se uma referência no Brasil nas áreas de Astronomia e Geodesia, tornando-se responsável pela formação do programa de Pós-Graduação em Ciências Geodésicas da Universidade Federal do Paraná.

## Formação
- Engenharia Civil, Universidade Federal do Paraná (1950)
- Doutorado em Engenharia Civil, Universidade Federal do Paraná (1964)
- Pós-Doutorado, Ohio State University (1965)

## Escritos
- Introdução à Geodésia Física. Curitiba: Editora UFPR, 1999, ISBN 85-7335-029-6
- Introdução à Geodésia Física. Curitiba: Editora UFPR, 2019. ISBN 9788573350296.
- Introdução ao ajustamento de observações: aplicações geodésicas. Curitiba: Editora UFPR, 2015. ISBN 9788584800087
- Geodésia celeste. Curitiba: Editora UFPR, 2015. ISBN 9788584800148
- Determinação da Gravidade em Geodésia
- Marés Terrestres: Aplicações Geodésicas
- Elipse e Elipsóide dos Erros
- Introdução à Geodesia Geometrica